# Mariusz Bondarczuk
Mariusz Aleksander Bondarczuk (ur. 24 lipca 1948 w Przasnyszu, zm. 11 czerwca 2017 tamże) – polski dziennikarz, wydawca, regionalista.

## Życiorys
Syn Eugeniusza i Heleny z Nizielskich. Absolwent Szkoły Podstawowej nr 1, następnie Liceum Ogólnokształcącego w Przasnyszu (matura 1966) i Wydziału Filologii Polskiej Uniwersytetu Mikołaja Kopernika w Toruniu (dyplom 1971). Był sekretarzem Klubu Inteligencji Katolickiej w Toruniu (1971-1974), nauczycielem języka polskiego w szkołach średnich w Warszawie i w Przasnyszu, instruktorem w Centralnym Ośrodku Upowszechniania Kultury w Warszawie oraz w Miejskich Domach Kultury w Przasnyszu i Makowie Mazowieckim (1974-1978). Następnie kierował radiowęzłem w zakładzie ZWAR w Przasnyszu (1978-1981) i był korespondentem pisma zakładowego Wysokie Napięcia.
Redagował czasopismo Solidarność Przasnyska (1980-1981). W latach 1971–1989 był inwigilowany przez SB (sprawa operacyjnego rozpoznania kryptonim Polonista). 13 grudnia 1981 został internowany w Iławie na okres 5 miesięcy. W latach 1983–1989 prowadził kursy dla narzeczonych w parafii św. Wojciecha w Przasnyszu.
Wydawał (wspólnie z Jerzym Kowalskim) i redagował czasopismo Przasnyska Niezależna (1989-1991), następnie od 1991 do 1999 był redaktorem naczelnym i wydawcą Gazety Przasnyskiej. Należał do pierwszego zespołu regionalnego dodatku Gazety Wyborczej, był korespondentem ostrołęckiego Radia Oko, współpracował z internetowym Radiem Przasnysz.
Publikował teksty w prasie krajowej (Więź, Życie Warszawy, Tygodnik Powszechny, Mówią Wieki i in.), regionalnej (m.in. Tygodnik Ciechanowski, Tygodnik Ostrołęcki) i zagranicznej (Nowy Dziennik – Nowy Jork, Nowiny-Kurier – Izrael).
Jest autorem książek o tematyce regionalnej: Kronika Gimnazjum i LO w Przasnyszu 1923-1993 (1993), Piątego dnia – życie i zagłada Żydów w Krasnosielcu (1996), redaktorem i wydawcą opracowania Misjonarze i barbarzyńcy. Opowieści o życiu codziennym i niecodziennym przasnyskiego ogólniaka 1923-2004 (2006). W latach 1991–2001 był prezesem Towarzystwa Przyjaciół Ziemi Przasnyskiej, od 2011 pełnił funkcję wiceprezesa.
W 2009 otrzymał Medal Stanisława Ostoja-Kotkowskiego w kategorii Medal Honorowy.